# Vita Indipendente
Vita Indipendente è una filosofia e un movimento internazionale che promuove la autodeterminazione delle persone con disabilità, il rispetto a sé stessi e le pari opportunità e che, attraverso il superamento della semplice logica dell'assistenzialismo e dell'istituzionalizzazione, mira alla piena inclusione nella società e nella collettività.

## Storia
Il movimento è nato negli anni sessanta all'Università di Berkeley (California) ad opera di Ed Roberts e di alcuni suoi compagni, tutti gravemente disabili, e per questo alloggiati all'interno dell'infermeria del campus. Sebbene i contatti con l'università fossero quotidiani, tuttavia la loro vita sociale era limitata, come anche la possibilità di accedere fisicamente ai locali della stessa. Fu così che Roberts cominciò a maturare l'idea che per i disabili fosse necessario gestire la propria vita al di fuori dei luoghi di cura, e ciò lo spinse ad elaborare un progetto insieme all'università riservato agli studenti disabili.
Con la costituzione, a Berkeley nel 1972, della prima Agenzia per la Vita Indipendente iniziarono anche i tentativi di autodeterminazione e partecipazione alle comuni attività sociali, affermandosi, così, uno dei principi fondamentali del movimento, che prevede siano gli stessi disabili a decidere ed operare per abbattere le barriere che li separano dalla vita civile e migliorare i servizi a loro dedicati.
Attualmente in America ci sono circa 400 agenzie, e il movimento è diffuso in tutto il mondo, operando in modo da far riconoscere e garantire la Vita Indipendente come diritto umano e civile, e per combattere la discriminazione verso i disabili. In Europa opera l'associazione internazionale Europe Network for Independent Living, fondata nel 1989 a Strasburgo dal dottor Adolf Ratzka.

## Dalla filosofia ai servizi
La autodeterminazione è l'elemento indispensabile per creare un progetto di Vita Indipendente.

A proposito di questo il dottor Ratzka nel suo intervento  Vita Indipendente: tentativo di una definizione, su enil.it.è chiaro: 
 Vita Indipendente parte dell'idea che siano i disabili stessi i migliori conoscitori delle proprie difficoltà, e pertanto essi stessi devono cercare le soluzioni organizzative migliori per loro, divenendo così, da oggetto passivo di politiche assistenzialiste, soggetto attivo, con gli stessi diritti ed obblighi delle persone non disabili. Per questo il movimento si oppone a qualsiasi forma d'internamento negli istituti, anche i più moderni ed accoglienti, ma che alla fine portano all'esclusione sociale. In definitiva viene contestata l'idea che il disabile sia un malato da ospedalizzare, riducendo i suoi bisogni a delle semplici necessità assistenza sanitaria.

Nello stesso intervento scrive: 
 È evidente, quindi, come la filosofia della Vita Indipendente vada al di là della semplice "de-istituzionalizzazione", intesa come scelta di vivere nel proprio domicilio e utilizzare i servizi dedicati alla collettività invece che in residenzialità "protette", piccole o grandi che siano, mirando alla piena integrazione attraverso l'abbattimento di barriere, sia architettoniche (che praticamente impediscono la mobilità) che culturali.
Gli "strumenti" per ottenere ciò sono essenzialmente due: l'assistente personale e le agenzie di Vita Indipendente.

### L'assistente personale
- L'Assistente Personale è una nuova figura professionale nettamente distinta dall'assistente domiciliare, ed espressamente preparata sui principi di Vita Indipendente.
Innanzi tutto tra assistente ed assistito si configura un normale rapporto d'impiego, secondariamente è il disabile, e non l'assistente o un intermediario, che decide il servizio, concordando direttamente con l'assistente mansioni, orari, modalità, tipo di contratto e retribuzioni. Ovviamente non si esclude che l'assistente personale possa anche essere una persona di propria fiducia: amico, familiare, parente.
Nella legislazione italiana tale figura non è specificatamente prevista. Tuttavia, in applicazione della legge 104/92, sono previste diverse forme d'intervento e di aiuto alla persona, ed alcune regioni contemplano anche la realizzazione di progetti di Vita Indipendente.

### Le Agenzie di Vita Indipendente
- Le Agenzie di Vita Indipendente, definite anche Centri di Vita Indipendente, sono agenzie di servizi di assistenza legale, fiscale o di altro genere, gestite esclusivamente o principalmente da personale disabile per fornire servizi a persone disabili.
Inoltre queste agenzie operano in collaborazione con gli enti governativi locali per l'abbattimento delle barriere architettoniche ed il miglioramento delle infrastrutture esistenti, per la promozione di leggi, per la sensibilizzazione dell'opinione pubblica sul tema della disabilità.

Si tratta, quindi, di una nuova forma di assistenza (che si definisce, propriamente, assistenza personale autogestita), ovviamente diversa dall'assistenza domiciliare (in quanto questa è piuttosto un servizio infermieristico che consegue il duplice scopo di evitare la congestione degli ospedali e limitare la sovrapposizione di mansioni e in quanto è spesso concepita come assistenza all'interno del domicilio e senza la possibilità di essere fornita in luoghi diversi), ma anche dalle forme di assistenza dei servizi sociali, in quanto non è più l'ente a dare unilateralmente assistenza, ma questo diviene un servizio offerto su richiesta del disabile stesso e nei termini da lui/lei definiti.

Questi, unitamente ad un'équipe multidisciplinare presente nell'ambito socio-assistenziale, elaborerà un proprio progetto di vita, in base al quale si stabiliscono le modalità di assistenza e la retribuzione oraria.

## Le leggi

### I principi legislativi negli Stati Uniti d'America
In trent'anni di lotta si sono conseguiti importanti risultati in America, con la promulgazione di una serie di provvedimenti legislativi federali ispirati alla legge sui diritti civili: Architectural Barriers Act del 1968 sulle barriere architettoniche, Urban Mass Transit Act del 1970 per l'adeguamento dei mezzi pubblici, Rehabilitation Act del 1973 che proibisce qualsiasi discriminazione nei servizi pubblici, le due leggi del 1975 sull'educazione e la protezione dei diritti civili, sono solo alcune delle leggi principali.

L'ultima legge fondamentale dello Stato è denominata Americans with Disabilities Act, promulgata da George H. W. Bush nel 1991, che recepisce a pieno i principi del Rehabilitation Act.

### La diffusione del movimento in Europa
In quanto all'Europa i suoi primi interventi risalgono alla fine degli anni settanta, con la creazione di progetti pilota per l'integrazione lavorativa dei disabili. Altri interventi si sono succeduti dopo il 1991, anno dedicato dall'ONU alle persone disabili, con strategie d'intervento per aree geografiche.

Vi sono precise direttive dell'Unione Europea rivolte alla disabilità. L'articolo 26 della Carta dei Diritti nell'Unione europea (direttiva 2000/C 364/01) sancisce chiaramente che 
l'inserimento sociale e professionale e la partecipazione alla vita della comunità.»
mentre nella Dichiarazione di Madrid del marzo 2002 si parla esplicitamente di Vita Indipendente come strumento per conseguire una piena eguaglianza sociale. Entrambi, poi, recepiscono appieno quando dichiarato nell'art. 15 della Carta Sociale Europea, in cui si dichiara che i disabili hanno diritto alla piena integrazione sociale.
Per conseguire tale obiettivo il Piano d'Azione sulla Disabilità 2004 - 2010 (COM(2003) 650) opta per una strategia complessiva:
- Favorire l'occupabilità
- Favorire l'accesso ai servizi
- Favorire le cure e l'assistenza personale.

e la relazione COM(2005) 604 sullo stesso Piano d'Azione sottolinea come i disabili possano esercitare la stessa autonomia di scelta delle persone non disabili. Le politiche per la Vita Indipendente dipendono anche dall'accesso ad una vasta gamma di servizi: trasporto, informazione e formazione, tempo libero.
Per quanto riguarda specificatamente la Vita Indipendente, sono quattro i documenti internazionali:
- La risoluzione di Strasburgo (1989)
- La risoluzione di Berlino (1992)
- La dichiarazione di Strasburgo (2003) sull'assistenza personale
- La dichiarazione di Tanerife (2003) contro la discriminazione

Essi delineano l'intero impianto teorico - pratico della Vita Indipendente (soprattutto i primi due documenti), dichiarandone inoltre il carattere pratico e non meramente filosofico.

### La situazione in Italia
Attualmente manca una legge a livello nazionale, in il più recente provvedimento legislativo in tal senso, ovvero la legge 328/2000, eccessivamente legata all'assetto centralistico dello Stato, sembra sia stata in larga parte vanificata con la modificazione in senso federalista del Titolo V della Costituzione (anche è ancora aperta la discussione sui limiti di
efficacia giuridica della legge è ancora aperta). Così l'unica norma di riferimento attualmente in vigore resta la Legge quadro 104/1992, che tuttavia appare inadeguata allo scopo, anche perché le finalità della legge sono molto diverse da quelli della Vita Indipendente.
In conseguenza di ciò vi è una situazione disomogenea tra le regioni: mentre nel nord-est, come in Veneto, vi sono linee d'intervento ampiamente consolidate (nel Friuli-Venezia Giulia, regione a statuto speciale, è anche partita una sperimentazione per mini alloggi con servizi), in altre regioni questa realtà si va faticosamente affermando: in Piemonte, Toscana ed in Lazio si stanno promuovendo progetti di Vita Indipendente attraverso le associazioni regionali, in Abruzzo vi è una proposta di legge, mentre le Marche sembra abbiano recepito il principio della Vita Indipendente.

Altre regioni ancora sembrano muoversi in maniera molto diversa: l'Emilia-Romagna ha indetto l'assegno di cura e previsto l'erogazione, per lo più gratuita, di servizi assistenziali, mentre le regioni meridionali preferiscono erogare i servizi a livello comunale, accordandosi con cooperative sociali ed altri enti non lucrativi.

Tuttavia non mancano norme nazionali che intervengono sui singoli aspetti. Innanzi tutto con la legge 162/1998 che, modificando parzialmente la 104/1992, ampliandone gli effetti, dichiara esplicitamente che la legge mira 
(art.1, lettera c-ter)
Poi vi sono altri interventi legislativi, come la legge n.68 del 12 marzo 1999, che, affrontando il tema del diritto al lavoro, prevedono meccanismi di assunzione obbligatoria, oppure la legge n. 13 del 1989, recante in calce il titolo: "Disposizioni per favorire il superamento e l'eliminazione delle barriere architettoniche negli edifici privati."

È ovvio che queste leggi, pur finalizzate in settori diversi da quello assistenziale, pongono indirettamente il problema della de - istituzionalizzazione, in quanto un lavoratore è soggetto attivo (sebbene con dei limiti oggettivi) che non ha alcun bisogno di internamento in istituto.
Tutto ciò è in applicazione all'art.3 della Costituzione italiana che vieta ogni discriminazione anche in base alla condizione personale. È infatti sull'onda di questa tradizione che sono state emanate moltissime leggi a favore dei disabili.

Tuttavia spesso l'assistenza viene demandata alle famiglie, e i servizi rivolti alla disabilità sono insufficienti. Infatti non va dimenticato che all'atto pratico la Vita Indipendente è una terza via, in quanto la gestione dell'assistenza viene demandata al disabile che in tal modo diventa un vero e proprio datore di lavoro (da qui anche l'espressione di Assistenza personale autogestita). Inoltre la modificazione del Titolo V della Costituzione è recente, e non è ancora possibile prevedere totalmente gli effetti sulle leggi rivolte alla disabilità (a cominciare dalla stessa 162/1998).